# Klaus Siebert
Klaus Siebert (* 29. April 1955 in Schlettau; † 24. April 2016 in Altenberg (Erzgebirge)) war ein deutscher Biathlet und Biathlontrainer.

## Werdegang
Der aus dem Erzgebirge stammende Siebert war einer der herausragenden Biathleten gegen Ende der 1970er Jahre. Bei den Biathlon-Weltmeisterschaften 1979 in Ruhpolding wurde er Weltmeister über 20 Kilometer. Mit der DDR-Staffel konnte er 1978 und 1979 den Weltmeistertitel erringen. 1980 in Lake Placid gewann er bei den Olympischen Spielen Silber mit der Staffel, wofür er mit dem Vaterländischen Verdienstorden in Bronze ausgezeichnet wurde. 1979 siegte er im Gesamtweltcup im Biathlon. In den Jahren 1978 und 1980 konnte er hinter Frank Ullrich jeweils den zweiten Platz im Weltcup belegen.
Nach seiner aktiven Zeit wurde Siebert Trainer. So betreute er als Auswahltrainer der Junioren in der DDR (1984–1990) unter anderem lange Zeit den ehemaligen Altenberger Sportler Ricco Groß, den er von 1988 bis 2002 parallel zu anderen Engagements als Privattrainer betreute. Von 1994 bis 1998 trainierte er unter anderem Katja Beer, Carsten Pump sowie Carsten Heymann am Olympiastützpunkt Altenberg. Anschließend agierte er bis 2002 als Co-Trainer der deutschen Nationalmannschaft.
2002 bis 2005 war Siebert Nationaltrainer des österreichischen Teams, wo er schwerpunktmäßig die Schießausbildung forcierte. Im Juli 2006 unterschrieb er einen Zwei-Jahres-Vertrag mit dem chinesischen Biathlon-Verband, bei dem er als Cheftrainer agierte. Durch seine Arbeit wurden die Leistungen fast aller chinesischer Biathleten beständiger. Viele machten einen großen Leistungssprung, und verbesserten vor allem ihre Schießleistungen. Im Jahr 2008 wurde sein Vertrag nicht verlängert, da es Streitigkeiten über die Einsätze der Athleten im Asien-Cup gab.
Kurz vor Beginn der Saison 2008/09 gab Siebert bekannt, einen Vertrag mit dem Verband von Belarus geschlossen zu haben. Er konnte seine Arbeit jedoch aufgrund gesundheitlicher Probleme erst kurz vor der ersten Weltcup-Station in Östersund aufnehmen. Danach konnte Siebert die belarussischen Biathleten bereits zu bemerkenswerten internationalen Erfolgen im Weltcup und bei den Olympischen Winterspielen 2010 führen. Darja Domratschawa führte er in die Weltspitze, was in der Bronzemedaille im Einzel in Vancouver und den Olympiasiegen in Verfolgung, Einzel und Massenstart in Sotschi gipfelte.
Nach der Saison 2013/14 beendete Siebert aus gesundheitlichen Gründen seine erfolgreiche Zusammenarbeit mit dem belarussischen Verband. Seinen Posten dort übernahm nicht, wie angekündigt, der Österreicher Alfred Eder, sondern der Belarusse Fjodar Swobada. Weitere Operationen folgten 2014. Vorübergehend betreute er als freiberuflicher Trainer für den Skiverband Sachsen in erster Linie Nachwuchsathleten. Aufgrund einer Erkrankung musste er sich aus dem Sport zurückziehen. Er starb am 24. April 2016 im Alter von 60 Jahren.